# Kids United
A Kids United egy francia együttes, melyet öt tizenéves alkot. Az együttes 2015-ben jött létre, eredetileg hatan voltak a tagjai, ám 2016-ban Carla Georges kilépett.
Debütáló albumuk, az „Un monde meilleur” 2015-ben jelent meg, és több mint 700 000 példányban kelt el Franciaországban 2017 áprilisáig. A második nagylemezüket, a „Tout le bonheur du monde”-t, 2016 augusztusában adták ki, melyet 500 000 példányban adtak el (2017 áprilisáig). 2017 februárjában jelent meg a „Le Live”, amely 11 400 példányban kelt el.

## Tagok

### Jelenlegi
- Erza Muqoli

Erza 2005. szeptember 21-én született Sarreguemines-ben. Szülei Koszovóból származnak, két nővére meg egy öccse van, Sara, Flaka és Korab. Erza akkor vált ismertté, amikor részt vettek a La France a un incroyable talent kilencedik évadában, 2015-ben. Ő énekelte a Papaoutai (Stromae) című dalt a meghallgatáson, az Éblouie par la nuit-t (Zaz) az elődöntőben és a La Vie en rose (Édith Piaf) a fináléban. A versenyen harmadik helyezést ért el. Kedvenc énekesei Adele, Céline Dion és Tori Kelly. Erza egyik másik szenvedélye a torna.
- Esteban Durand

Esteban 2000. június 27-én született Seine-Saint-Denis-ben, spanyol származású. Részt vett La France a un incroyable talent hatodik évadában, 2011-ben, az unokatestvérével, Diego Losada-val. 2013-ban pedig az Italia's Got Talent negyedik évadában, valamint Belgium's Got Talent-ben. A The Voice Kids első évadában 2014-ben szerepelt. Van egy YouTube-csatornája „Esteban y Diego” néven. Jelenleg Párizsban él.
- Gabriel Gros

Gabriel 2002. április 27-én született Roubaix-ben, angol származású, Tourcoing-ban él. A csoport tagjainak angol dalokat tanít. Versenyzett a TeenStar show-ban. Ezután választania kellett a The Voice Kids és a Kids United között, és úgy döntött, hogy utóbbihoz csatlakozik.
- Gloria Palermo de Blasi

Gloria 2007. április 27-én született Metzben. 2014-ben, 6 évesen részt vett a The Voice Kids első évadában, ahol a La Vie en rose (Édith Piaf) című dallal üdvözölte a zsűrit.
- Valentina Tronel

Valentina 2009. április 6-án született Rennesben. 2016-ban részt vett a The Voice Kids francia változatának meghallgatásán. 2020-ban megnyerte a Junior Eurovíziós Dalfesztivált.

### Volt
- Carla Georges

Carla 2003. április 21-én született Avignon-ban. Részt vett a The Voice Kids első évadában, 2014-ben Zaz „Éblouie par la nuit” című dalával. 2016. március 3-án jelentette be, hogy kilép az együttesből.
- Nilusi Nissanka

Nilusi 2000. február 12-én született Párizsban. Családja eredetileg Srí Lankáról származik. 2014 januárjában részt vett a „L'École des fans, nouvelle génération”-on, melyet meg is nyert. Játszik gitáron, zongorán és dobon. Ő volt legidősebb az együttesben. 2017 novemberében jelentette be, hogy nem fog részt venni a Kids United and Friends turnén, hanem saját tervekkel készül. Ennek keretében jelent meg 2017. december 15-én Stop the rain című, Nemo Schiffmannal közös száma, amelyet először az Accord Hôtel Arenában mutattak be a Kids United koncertjén.

## Fellépések
2017. március 17-én Kids United Vilmos herceg és Katalin hercegné előtt lépett fel Cambridge-ben. Előbb a „On écrit sur les murs”-t, majd Pharrell Williams-tól a „Happy”-t énekelték.

## Diszkográfia

### Albumok
| Cím                      | Részletek                                          | Eladott példányszám |
| ------------------------ | -------------------------------------------------- | ------------------- |
| Un monde meilleur        | - Megjelenés: 2015. november 20. - Kiadó: Play On  | - 700 000           |
| Tout le bonheur du monde | - Megjelenés: 2016. augusztus 19. - Kiadó: Play On | - 500 000           |
| Le Live                  | - Megjelenés: 2017. február 17. - Kiadó: Play On   | - 11 400            |

### Kislemezek
| 2015                                                                      | Un écrit sur les murs       | 3   | 41 | Un monde meilleur                         |
| 2015                                                                      | Imagine                     | 197 | —  | Un monde meilleur                         |
| 2015                                                                      | Last Christmas              | 96  | —  | Un monde meilleur                         |
| 2016                                                                      | Qui a le droit              | 195 | —  | Tout le bonheur du monde                  |
| 2016                                                                      | Destin                      | 58  | —  | Tout le bonheur du monde                  |
| 2016                                                                      | L’oiseau et l’enfant        | 58  | —  | Tout le bonheur du monde                  |
| 2016                                                                      | Tout le bonheur du monde    | 121 | —  | Tout le bonheur du monde                  |
| 2017                                                                      | Chante (Love Michel Fugain) | —   | —  | Chante la vie chante (Love Michel Fugain) |
| "—" jelzi, ha a dal az adott országban nem ért el slágerlistás helyezést. |                             |     |    |                                           |

## Fordítás
- Ez a szócikk részben vagy egészben  a   Kids United című francia Wikipédia-szócikk fordításán alapul.  Az eredeti cikk szerkesztőit annak laptörténete sorolja fel. Ez a jelzés csupán a megfogalmazás eredetét és a szerzői jogokat jelzi, nem szolgál a cikkben szereplő információk forrásmegjelöléseként.